# Mariano Cucalón
Mariano Cucalón, fue un militar español natural de Aragón, donde nació hacia 1786, era hijo del capitán de fragata de la Real Armada Española Joaquín Cucalón, quien durante la campaña chilena de 1818 mandaba la corbeta "Presidenta", y sobrino del brigadier Bartolomé Cucalón, gobernador colonial de Guayaquil. En octubre de 1806 fue admitido como cadete distinguido en el batallón Concepción del ejército real de Chile, en 1811 pasó al Perú donde se incorporó como subteniente al batallón de Pardos de Lima cuerpo en el cual expedicionó a Quito, actuando en la campaña del Popayán contra el caudillo Antonio Nariño a órdenes del coronel Pedro Noriega y obteniendo una mención especial por su valor y recomendación de ascenso en el parte oficial. Regresó al Perú y en 1814 fue agregado como capitán al regimiento Real de Lima cuerpo que posteriormente sería renombrado Real Infante Don Carlos tras fusionarse con un batallón español expedicionario. En 1819, tras el desembarco de la expedición libertadora de San Martín, se desempeñaba como comandante militar de la costa intermedia del norte del Perú, el 13 de mayo de ese año batió en el puerto de Supe a un grupo de soldados independentistas de la escuadra de lord Cochrane que habían realizado una incursión en la zona. En 1823 fue nombrado comandante del primer batallón del Infante don Carlos formando parte del ejército del norte al mando del general José de Canterac, en 1824 con el grado de coronel mandó a su batallón en la campaña de Ayacucho siendo muerto en acción en la decisiva batalla del 9 de diciembre. Paradójicamente un sobrino suyo que militaba en el ejército de Colombia al mando de Bolívar fue quien solicitó le fuera otorgada en herencia los 8.000 pesos que el fallecido coronel tenía en el Perú.